# Ематия
Ематия е първото познато от историята име на земите на Древна Македония. То е елинизирана форма на тракийско название, свързано и произхождащо от името на тракийския владетел Ематион (Ематий) на част от историческата област, а именно тази между реките Вардар и Бистрица.